# Капномантия
Капноманти́я (др.-греч. καπνο-μαντεία от καπνός  — дым и μαντεία — гадание) — это способ предсказания будущего с использованием дыма.
Гадающий наблюдает за движением, цветом, формой и направлением дыма от костра. Тонкая прямая струйка дыма считается хорошим предзнаменованием, а густой столб — наоборот. Если, извиваясь, дым коснулся земли, это знак того, что необходимо действовать немедленно, чтобы предотвратить неминуемое несчастье. В другом варианте исполнения ритуала гадающий вдыхает дым, испускающийся жертвенным костром, и делает пророческие предсказания.

## История
Первое упоминание о капномантии относится к временам Вавилонского царства. Церемония сжигания веток и стружек кедра устраивалась на различные религиозные праздники в течение года.
В Древней Греции священнослужители делали предсказания, наблюдая за дымом жертвенного костра.
Малайзийские семанги использовали похожий метод для определения безопасного места ночлега, что подтверждается текстами 17го и 19го века.
Кельтские племена практиковали дендромантию — форму капномантии, при которой сожжению подвергаются ветки дуба и омелы.